# 3
Ne doit pas être confondu avec les lettres latines epsilon réfléchi ‹ Ɜ ɜ ›, epsilon culbuté ‹ ᴈ ›, ej ‹ Ʒ ʒ ›, yogh ‹ Ȝ ȝ › et et ‹ Ꝫ ꝫ › ou les lettres cyrilliques dzé abkhaze ‹ Ӡ ӡ › et zé ‹ З з ›.
Cette page concerne l'année 3  du calendrier julien. Pour l'année 3 av. J.-C., voir 3 av. J.-C. Pour le nombre 3, voir 3 (nombre). Pour les autres articles homonymes, voir 3 (homonymie).
L'année 3 est une année commune qui commence un lundi.

## Événements
- 1er janvier, Rome : début du consulat de Lucius Aelius Lamia et de Servilius Nonianus[1].

- Renouvellement pour dix ans de l’imperium d’Auguste[2].

- Caius César intervient en Arménie et porte Ariobarzane II  sur le trône[1]. L’Arménie est désormais gouvernée par des princes étrangers imposés par Rome jusqu’en 53. Elle connaît de grands désordres, auxquels participe la noblesse corrompue.

## Naissances en 3
- Marie de Magdala[3].
- Ban Biao, historien chinois.
- Tiberius Claudius Balbilus.